# Ким Харисън
Даун Кук (на английски: Dawn Cook) е американска писателка на бестселъри в жанра фентъзи, паранормален любовен роман и трилър. Пише под псевдонима Ким Харисън (на английски: Kim Harrison).

## Биография и творчество
Даун Кук е родена през 1966 г. в Детройт, Мичиган, САЩ. Израства в областта на родния си град. В средното училище в продължение на 2 години работи като помощник библиотекар и чете много фантастика и фентъзи. Опитва да пише още на 15 години. Завършва с бакалавърска степен по биология.
След дипломирането си се премества в Южна Каролина. Омъжена е и има две деца. Заедно с отглеждането на децата си започва да пише романи първоначално в традиционното фентъзи.
Първият ѝ роман „First Truth“ от фентъзи поредицата „Истина“ е публикуван през 2002 г.
През 2004 г. под псевдонима Ким Харисън е издаден първият ѝ роман „Dead Witch Walking“ от градската фентъзи поредица паранормални любовни романи „Рейчъл Морган“. Сюжетът на поредицата се развива в Синсинати в постапокалиптична епоха, след световна пандемия, причинена от генетично модифицирани домати довела до смъртта на голяма част от човешкото население на света, а от тъмнината излизат вещици, върколаци и вампири. След успеха на романите ѝ тя напуска работата си и се посвещава на писателската си кариера.
Член е на Асоциацията на писателите на любовни романи и на Асоцеацията на писателите на научна фантастика и фентъзи.
Даун Кук живее със семейството си в Мичиган.

## Произведения

### Като Даун Кук

#### Серия „Истина“ (Truth)
1. First Truth (2002)
2. Hidden Truth (2002)
3. Forgotten Truth (2003)
4. Lost Truth (2004)

#### Серия „Принцеса“ (Princess)
1. The Decoy Princess (2005)
2. Princess at Sea (2006)

### Като Ким Харисън

#### Серия „Рейчъл Морган“ (Rachel Morgan / Hollows)
1. Dead Witch Walking (2004) – награда P.E.A.R.L.
2. The Good, the Bad, and the Undead (2005)
3. Every Which Way But Dead (2005)
4. A Fistful of Charms (2006) – награда P.E.A.R.L.
5. For a Few Demons More (2007)
6. The Outlaw Demon Wails (2008) – издаден и като „Where Demons Dare“
7. White Witch, Black Curse (2009)
8. Black Magic Sanction (2010)
9. Pale Demon (2011)
10. A Perfect Blood (2012)
11. Ever After (2013)
12. The Undead Pool (2014)
13. The Witch With No Name (2014)

- The Hollows Insider (2011)
- Into the Woods (2012)

##### Графични романи към серията
- Blood Work (2011)
- Blood Crime (2012)
- Sudden Backtrack (2014)
- The Turn (2017)

#### Серия „Мадисън Ейвъри“ (Madison Avery)
1. Once Dead, Twice Shy (2009)
2. Early to Death, Early to Rise (2010)
3. Something Deadly This Way Comes (2011)

#### Серия „Хрониките на Пери Рийд“ (Peri Reed Chronicles)
- Sideswiped (2015) – предистория

1. The Drafter (2015)
2. The Operator (2016)

- Leylined (2016)

#### Сборници
- Prom Nights from Hell (2007) – с Мег Кабът, Мишел Джафи, Стефани Майер и Лорън Миракъл
„Умреш ли, почваш да внимаваш“ в Абитуриентски балове в Ада, изд.: ИК „Панорама груп“, София (2010), прев. Мариана Христова
- Unbound (2009) – с Джеанин Фрост, Мелиса Мар и Вики Петерсон